# Irish Open (snooker)
Irish Open var en professionell rankingturnering i snooker som bara hölls en gång, år 1998 som en del av snookersäsongen 1998/1999. Turneringen var den europeiska rankingturneringen den säsongen, och tog över efter German Open, som hade hållits de tre tidigare säsongerna.
Turneringen vanns av walesaren Mark Williams, som slog skotten Alan McManus i finalen.

## Vinnare
| År   | Vinnare       | Motståndare  | Resultat | Säsong  |
| ---- | ------------- | ------------ | -------- | ------- |
| 1998 | Mark Williams | Alan McManus | 9-4      | 1998/99 |